# Homer Augustus Nelson
Homer Augustus Nelson (* 31. August 1829 in Poughkeepsie, New York; † 25. April 1891 ebenda) war ein US-amerikanischer Jurist und Politiker. Zwischen 1863 und 1865 vertrat er den Bundesstaat New York im US-Repräsentantenhaus.

## Werdegang
Homer Augustus Nelson schloss seine Vorstudien ab. Er studierte Jura. Nach dem Erhalt seiner Zulassung als Anwalt begann er in Poughkeepsie im Dutchess County zu praktizieren. Zwischen 1855 und 1862 war er Richter im Dutchess County. Während des Bürgerkrieges diente er als Colonel im 159. Regiment der New York Volunteer Infanterie. 1863 nahm er seinen Abschied. Politisch gehörte er der Demokratischen Partei an.
Bei den Kongresswahlen des Jahres 1862 für den 38. Kongress wurde Nelson im zwölften Wahlbezirk von New York in das US-Repräsentantenhaus in Washington, D.C. gewählt, wo er am 4. März 1863 die Nachfolge von Stephen Baker antrat. Im Jahr 1864 erlitt er bei seiner Wiederwahlkandidatur eine Niederlage und schied nach dem 3. März 1865 aus dem Kongress aus.
Er nahm 1867 als Delegierter an der verfassunggebenden Versammlung von New York teil. Zwischen 1867 und 1870 war er Secretary of State von New York. Er saß in den Jahren 1882 und 1883 im Senat von New York. 1890 wurde er in die Kommission berufen, welche eine Änderung des Judikativabschnitts (judiciary article) in der Verfassung von New York vornehmen sollte. Er verstarb am 25. April 1891 in Poughkeepsie und wurde dann auf dem Poughkeepsie Rural Cemetery beigesetzt.